# 石头环肋螺
石头环肋螺（学名：Plectotropis lithina），是柄眼目扁蜗牛科Plectotropis的一种。主要分布于中国大陆，常栖息在阴暗潮湿、多腐殖质的环境。